# Patroklos
Patroklos, Patrokles (gr. Πάτροκλος Pátroklos, Πατροκλῆς Patroklḗs, łac. Patroclus) – w mitologii greckiej syn Menojtiosa, kochanek Achillesa. Patroklos zamieszkał na dworze ojca Achillesa, Peleusa po tym, jak zmuszony został do ucieczki z rodzinnego domu z powodu zabójstwa, którego dopuścił się w gniewie podczas gry w kości.
U boku Achillesa walczył w wojnie trojańskiej. Zginął w natarciu na Troję z ręki Hektora, gdy nosił zbroję Achillesa, który wycofał się z walki. Pragnąc pomścić jego śmierć, Achilles postanowił zabić Hektora w pojedynku.
Wydarzenia te są opisane przez Homera w Iliadzie. Obecne były także jako motyw dekoracyjny na greckich wazach, etruskich sarkofagach i w rzeźbie (np. Menelaos z ciałem Patroklosa).